# Copa del Pacifico 1971
Copa del Pacifico 1971 – piąta edycja turnieju towarzyskiego o Puchar Pacyfiku między reprezentacjami Peru i Chile rozegrana w 1971 roku.

## Mecze
| 11 sierpnia Lima |  | Peru | 1 | - | 0 | Chile |

| 18 sierpnia Santiago |  | Chile | 1 | - | 0 | Peru |

## Końcowa tabela
| M | Reprezentacja | L.m. | Zw. | Rem. | Por. | Bramki | R.br. | Pkt |
| 1 | Chile         | 2    | 1   | 0    | 1    | 1:1    | 0     | 2   |
| 1 | Peru          | 2    | 1   | 0    | 1    | 1:1    | 0     | 2   |

Triumfatorem turnieju Copa del Pacifico 1971 zostały zespoły: Chile i Peru.